# 达乌里风毛菊
达乌里风毛菊（学名：Saussurea davurica）为菊科风毛菊属的植物。分布于蒙古、俄罗斯以及中国大陆的新疆、青海、甘肃、内蒙古、宁夏等地，生长于海拔1,060米至3,120米的地区，一般生长在盐渍化低湿地、湿河滩、河床林下、河岸碱地及盐化草甸，目前尚未由人工引种栽培。